# Margarida de Ávila
Margarida de Ávila Pereira Machado (1930 - 3 de abril de 2009) fue una escultora y diseñadora portuguesa.

## Datos biográficos
Perteneciente a la Familia Dávila, fue alumna de la Escola António Arroio, concluye pronto la  licenciatura en Escultura por la ESBAL en 1958. Trabajó como fotógrafa, ilustradora, directora de escena, especialista de arte en publicidad, trabajando para las agencias de Lisboa McCann Ericksson y Cinevoz, fue decoradora freelance y profesora de diseño técnico en la Escola Industrial de Cacém.
En 1962 participa en la creación de la Casa da Comédia con Fernando Amado y Norberto Barroca. En 1969 aceptó una propuesta para integrarse en la fábrica de vidrios Ivima de Marinha Grande como diseñadora de vidrios. En 1978, emigró a Australia, donde volvió a casarse, teniendo trabajo en Sídney y Brisbane.
Falleció en las inundaciones que asolaron el Estado de Queensland el 3 de abril de 2009, un mes antes de cumplir 79 años. Dejó un hijo y una hija y seis nietos, cuatro niñas y dos niños.